# Furuno
Furuno (Furuno Electric Co., Ltd.), er en japansk producent af maritim elektronik, specielt ekkolod-, radar-, radio-, sonar og GPS-udstyr.
Hovedkontoret ligger i Nishinomiya i provinsen Hyogo.
Firmaet blev etableret i 1955, børsnoteret i 1982 og beskæftiger cirka 1200 medarbejdere. Furuno udvikler også udstyr til medicinsk brug samt landmåling.